# Nikola Radojčić
Nikola Radojčić (Kuzmin, 29. avgust 1882 — Beograd, 12. novembar 1964) bio je srpski istoričar i akademik.

## Biografija
Osnovnu školu je učio u rodnom mestu, gimnaziju u Sremskoj Mitrovici i Sremskim Karlovcima. Studirao je na fakultetima u Gracu, Zagrebu, Jeni i Minhenu. Imao je veoma značajne učitelje kakvi su bili Matija Murko, Hajnrih Gelcer, Konstantin Jireček, Karl Krumbaher.
Studije je zaokružio 1907. u Zagrebu doktoratom: Dva poslednja Komnena na carigradskom prijestolju (štampan kao knjiga 1907).
Bio je zatim godinu dana profesor istorije u Karlovcu, a 1908-1920. profesor u Sremskim Karlovcima u školi u kojoj je nekad učio. Kao ekspert je učestvovao 1919. u radu jugoslovenske delegacije na Konferenciji mira u Parizu. Prelom u njegovom životu i naučnom radu nastaje 1920. kada je izabran za vanrednog, a 1922. redovnog profesora srpske i hrvatske istorije na novootvorenom Univerzitetu u Ljubljani.
Dve decenije je proveo radeći u slovenačkoj sredini, gde je uživao veliki autoritet zbog svog naučnog rada i gde je vršio uticaj na učenike. U vreme sloma jugoslovenske države prelazi u Beograd, gde biva na kraju rata uključen u obnovljeni rad Univerziteta, što je imalo za posledicu penzionisanje 1945, kada je zavedena nova vlast. Posle toga njegova aktivnost je pretežno vezana za SANU (Srpska akademija nauka i umetnosti) u kojoj je bio 1934. izabran za dopisnog, a 1938. za redovnog člana.
Aktivno je učestvovao u organima instituta obrazovanih u krilu Akademije (Istorijski institut, Vizantološki institut), njihovim publikacijama, podsticao je i pomagao početnike u naučnom radu.
Radojčić je bio marljiv i plodan pisac, aktivno prisutan preko pola veka u razvoju srpske istoriografije. Po tematici svojih radova i metodu Radojčić je bio izraziti individualista. U grupi istoričara koji su rad započeli u prvoj deceniji XX veka Radojčić je najmanje zahvaćen filološkom orijentacijom i najviše otvoren za podsticaje koji dolaze iz vizantologije i evropske istoriografije.
U prvom periodu svoga naučnog rada Radojčić nastavlja vizantološku tematiku iz disertacije. Tu su rasprave o gospodarima grada Proseka (1909), prvoj ženidbi Stefana Prvovenčanog (1912), kojima će se kasnije priključiti sistematski rad na vizantijskim piscima XI-XII veka: Kako su nazivali Srbe i Hrvate vizantijski istorici XI i XII veka (1926), Vesti Ane Komnine o Srbima (1927), a kasnije pisci iz vremena Kosovske bitke (1928,1931,1932).
Raspravama Ruvarčeva težnja za istinom (1909) i Aleksandar Stojačković kao istoričar (1911) započinju Radojčićeva istraživanja o razvoju istorijske misli kod Srba, kojima je ostao privržen do kraja života. Retko se dešava da jedna oblast nauke bude u tolikoj meri plod rada jednog čoveka kao što se desilo sa istorijom srpske istoriografije koju je stvorio i razvio Radojčić. Sistematski karakter njegovih napora, vidljiv i u drugim tematskim oblastima, pada u oči kod radova o istoričarima. Obrađivao ih je pojedinačno, neke značajne kao što su Jovan Rajić i Ilarion Ruvarac iz više raznih uglova, zaokruživao studije posebnim knjigama (Orbin 1950, Rajić, 1952), pružao podatke o istoričarima u Narodnoj enciklopediji SHS (preko 70 članaka), odazivao se nekrolozima prilikom smrti savremenika. Nije dospeo jedino da studije o istoriji istoriografije kruniše sintezom. Položio je osnove za istoriografiju XVIII veka (1951, 1961).
U ljubljanskom periodu počinje i sistematski rad Radojčića na istoriji srpskog prava i državnog uređenja. U bibliografiji njegovih radova prepoznatljiva su dva tematska kruga, jedan koji se odnosi na državne sabore i posle manjih studija donosi kapitalnu knjigu: Srpski državni sabori u srednjem veku (1940), i drugi, prostraniji, koji obuhvata Dušanov zakonik. Radojčić je oživeo interesovanje za Dušanov zakonik zamrlo u decenijama posle pojave Novakovićevog izdanja (1898). Započeo je sa proučavanjem vizantijskih izvora prepoznatljivih u Dušanovom zakoniku (1924) da bi se kasnije posvetio proučavanju i temeljnom opisivanju svakog značajnijeg rukopisa i zaokružio rad svojim izdanjem Zakonika (1960), kome je ambicija bila da se što je moguće više približi prvobitnom tekstu, ostavljajući po strani promene nastale u toku upotrebe ovog zakonskog spomenika. U studijama o tipu države i zakonodavstvu R. se suprotstavio tradicionalnom pristupu pravnih istoričara sklonih da na srednji vek projiciraju modernu pravnu sistematiku i dogmatiku. Radojčić je imao sreću da mu bude povereno izdavanje teksta Zakona o rudnicima despota Stefana Lazarevića (1962), spomenika koji je bio tek otkriven i dospeo je u posed SANU.
Radojčić se bavio i istorijom Bosne, pre svega istoriografijom, a zatim i pojedinim temama o kralju Tvrtku: Obred krunisanja bosanskog kralja Tvrtka I (1948), Tvrtkovo venčanje (1957), bosanski grb (1929) i dr.
Posle vizantijskih pisaca dragocenih za srpsku istoriju Radojčić se bavio i domaćim piscima, anonimnim autorom Barskog rodoslova (to je naziv koji je Radojčić predložio umesto Letopisa Popa Dukljanina), Teodosijem, kome je davao čak i hronološku prednost pred Domentijanom (što nije bilo prihvaćeno u nauci), arhiepiskopom Danilom i njegovim Zbornikom. Istorija srpskog srednjeg veka i istorija srpske istoriografije nesumnjivo su glavna polja Radojčićeve aktivnosti. Pored toga on je bio veoma zainteresovan i za XVIII vek, ne samo za istoričare toga doba, već i za kulturno stanje naroda, prostor koji je nastanjivao, ustanove koje je tada stekao. Radojčić je nastojao da se potpunije osvetli XVIII vek i njegov značaj u ukupnom razvoju srpskog naroda, ali podsticaji u tome pravcu ostali su bez odjeka.
Njegov sin Svetozar, bio je istoričar umetnosti i akademik.

### Izabrani radovi
- Радојчић, Никола (1909). „Споменици о укидању Пећке патријаршије”. Богословски гласник. 8 (16): 401—413.
- Радојчић, Никола (1913). „Прво издање Теодосијева Житија Св. Саве”. Српски књижевни гласник. 30: 528—531.
- Радојчић, Никола (1926). „Како су називали Србе и Хрвате византински историци XI и XII века Јован Скилица, Никифор Вриеније и Јован Зонара” (PDF). Гласник Скопског научног друштва. 2: 1—15.
- Радојчић, Никола (1927). „О земљи и именима богомила”. Прилози за књижевност, језик, историју и фолклор. 7: 147—159.
- Радојчић, Никола (1929). „Историјске студије митрополита Стефана Стратимировића”. Гласник Историског друштва у Новом Саду. 2: 317—364.
- Радојчић, Никола (1935). „Друштвено и државно уређење код Срба у раном средњем веку: Према Барском родослову” (PDF). Гласник Скопског научног друштва. 15: 1—28.
- Мирковић, Лазар; Радојчић, Никола, ур. (1935). Архиепископ Данило: Животи краљева и архиепископа српских (PDF). Београд: Српска књижевна задруга. Архивирано из оригинала 30. 01. 2025. г. Приступљено 12. 02. 2025.
- Радојчић, Никола (1948). Обред крунисања босанскога краља Твртка I: Прилог историји крунисања српских владара у средњем веку. Београд: Научна књига.
- Радојчић, Никола (1950). Српска историја Мавра Орбинија. Београд: Научна књига.
- Радојчић, Никола (1951). О најтамнијем одељку Барског родослова. Цетиње: Народна књига.
- Радојчић, Никола (1960). „Проучавање списа Константина VII Порфирогенита у српској историографији”. Зборник радова Византолошког института. 6: 1—14.
- Radojčić, Nikola (1963). „Justiniana Prima und Graf Georg Branković”. Südost-Forschungen. 22: 312—325.
- Радојчић, Никола (1965). „Занимљив извор за доба владе српскога краља Стефана Дечанскога”. Историјски часопис. 14-15 (1963-1965): 317—327.

## Literatura
- Д. Ј. Поповић, Прво предавање проф. др Николе Радојчића у нашем разреду, Зборник МС ДН13-14 (1956) 305-308;
- Ј. Радонић, Академик Д-р Никола Радојчић као испитивач историјских извора, на истом месту 309-310;
- Дака Поповић, Педесетогодишњи рад Николе Радојчића на развитку српске историографије, на истом месту 311-320;
- К. Петровић, Једно кратко раздобље из живота и рада професора др Николе Радојчића, на истом месту 321-323;
- Т. Петровић, Неколико речи у знак захвалности свом бившем професору, на истом месту 324-326;
- В. Saria, Nikola Radojčić (1882—1964), Südost-Forschungen 23 (1964) 333-334;
- Д. Страњаковић, H. Радојчић, Гласник СПЦ 37 (1956) 130-140;
- Ђ. Сп. Радојичић, Никола Радојчић, Зборник МС ДН 39 (1964) 177-180; М. Лесковац, Н. Радојчић, ЛМС 395 (1965) 96-97;
- Đ. Sp. Radojičić, L'academcien Nikola Radojčić (1882—1964), Bulletin scientifique, Section B: Sciences humaines 7-8 (1965) 193-195;
- Ђ. Сп. Радојичић, Гласник САНУ 16 (1965) 153-155;
- M. Костић, Научно животно дело Николе Радојчића, ИЧ 15-16 (1965) 595-601;
- S. Ćirković, Nikola Radojčić (29. VIII 1882-12. XI1964), JIČ 4 (1964) 158-159;
- К. Milutinović, Nikola Radojčić istoričar, Studije iz srpske i hrvatske istoriografije, Novi Sad 1986,184-212 (првобитно у: Рад Матице српске 21 (1984) и
- Историјски записи 1-2 (1982); HE 3, 645-646 (Д. Поповић); ЕЈ 7, 23 (D. Sp. Radojičić).

## Bibliografija
- Ljetopis JAZU 40 (1927) 138-141;
- Годишњак СКА 38 (1929) 176-183;
- Гласник ИД НС 10 (1937) 104-120;
- Зборник МС ДН 13-14 (1956) 327-347; ИЧ 14-15 (1965) 595-618; BLZ 9, br. 18362-18503; 11, br. 14779-14830.

## Spoljašnje veze
- Biografija na sajtu SANU